# Neoplasta parahebes
Neoplasta parahebes är en tvåvingeart som beskrevs av James David Macdonald och Turner 1993. Neoplasta parahebes ingår i släktet Neoplasta och familjen dansflugor.
Artens utbredningsområde är Washington. Inga underarter finns listade i Catalogue of Life.